# The Wanderer (Lied)
The Wanderer ist ein Rock-’n’-Roll-Song aus dem Jahr 1961 von Dion DiMucci, welches von Ernie Maresca geschrieben wurde.

## Hintergrund
Die Aufnahme erschien unter der Katalognummer 3115 im November 1961 auf Laurie Records als Rückseite des Titels The Majestic als zweite Single-Auskopplung aus dem Album Runaround Sue. Nachdem im Radio bevorzugt The Wanderer gespielt wurde, wiesen spätere Veröffentlichungen The Majestic als B-Seite aus. Als Begleitband fungierte die Vocal-Gruppe The Del–Satins. Als Musiker spielten unter anderem Bucky Pizzarelli an der Gitarre, Milton Hinton am Kontrabass und Buddy Lucas am Tenorsaxophon.
Maresca nahm bereits 1957 eine Demoversion seines Titels, mit leicht abweichendem Text auf. Diese Version wurde erst 2000 veröffentlicht. 1977 nahm Maresca für sein eigenes Label unter dem Pseudonym Foreign Intrigue eine Comedy–Variante auf, bei der er die Stimme von Henry Kissinger nachahmte.
The Wanderer wurde vom Rolling Stone 2004 auf Platz 243 der 500 besten Songs aller Zeiten geführt. Seit dem Update der Liste 2010 ist der Titel nicht mehr vertreten. 2017 wurde The Wanderer in die Grammy Hall of Fame aufgenommen.

## Text
Der Titel erzählt von einem jungen Mann, der nicht sesshaft werden will und sich nicht auf ein Mädchen festlegen will. Er brüstet sich damit mehrere Mädchen an einem zusammen oder auch im Laufe des Tages hintereinander zu haben. Sobald er sich ernsthaft in ein Mädchen verliebt, steigt er in sein Auto und fährt davon. Er besingt wie glücklich er mit diesem Herumstreifen ist.
Dion interpretiert den, heute oft als sexistisch angesehenen Text als „..trauriges Lied..“, in dem es um eine „..hoffnungslose Reise ins Nirgendwo..“ geht

“It’s ‘I roam from town to town and go through life without a care, I’m as happy as a clown with my two fists of iron, but I’m going nowhere.’ In the fifties, you didn’t get that dark. It sounds like a lot of fun but it’s about going nowhere.”

und vergleicht die gesungene Metapher mit Bluestiteln von Bo Diddley und Muddy Waters.

“The Wanderer’ is black music filtered through an Italian neighborhood that comes out with an attitude. It’s my perception of a lot of songs like ‘I’m A Man’ by Bo Diddley or ‘Hoochie Coochie Man’ by Muddy Waters.”

## Charts und Chartplatzierungen
| Jahr | Titel Interpretation            | Höchstplatzierung, Gesamtwochen, AuszeichnungChartplatzierungen (Jahr, Titel, Interpretation, Platzierungen, Wochen, Auszeichnungen, Anmerkungen) | Höchstplatzierung, Gesamtwochen, AuszeichnungChartplatzierungen (Jahr, Titel, Interpretation, Platzierungen, Wochen, Auszeichnungen, Anmerkungen) | Höchstplatzierung, Gesamtwochen, AuszeichnungChartplatzierungen (Jahr, Titel, Interpretation, Platzierungen, Wochen, Auszeichnungen, Anmerkungen) | Höchstplatzierung, Gesamtwochen, AuszeichnungChartplatzierungen (Jahr, Titel, Interpretation, Platzierungen, Wochen, Auszeichnungen, Anmerkungen) | Höchstplatzierung, Gesamtwochen, AuszeichnungChartplatzierungen (Jahr, Titel, Interpretation, Platzierungen, Wochen, Auszeichnungen, Anmerkungen) | Anmerkungen |
| Jahr | Titel Interpretation            | DE | UK | US | Country | Rock | Anmerkungen |
| ---- | ------------------------------- | --- | --- | --- | --- | --- | ----------- |
| 1961 | The Wanderer Dion               | — | UK10 (12 Wo.)UK | US2 (18 Wo.)US | — | — |             |
| 1962 | Ich bin ein Wanderer Ted Herold | DE44 (8 Wo.)DE | — | — | — | — |             |
| 1976 | The Wanderer Dion               | — | UK16 (9 Wo.)UK | — | — | — |             |
| 1978 | The Wanderer Leif Garrett       | — | — | US49 (7 Wo.)US | — | — |             |
| 1984 | The Wanderer Status Quo         | — | UK7 (11 Wo.)UK | — | — | — |             |
| 1987 | The Wanderer Dave Edmunds       | — | — | — | — | Rock35 (… Wo.)Rock |             |
| 1988 | The Wanderer Eddie Rabitt       | — | — | — | Country1 (18 Wo.)Country | — |             |

grau schraffiert: keine Chartdaten aus diesem Jahr verfügbar

## Coverversionen
Der Titel wurde neben den oben genannten Versionen von zahlreichen Künstlern wie Arthur Alexander (1962), Adam Faith (1963), The Beach Boys (1964), Sha Na Na (1969), Gary Glitter (1972), den Olsen Brothers (1987), den Lennerockers (1988) und Dee Snider (2000) gecovert. Rudolf Rock & die Schocker coverten 1977 die deutsche Version von Ted Herold. Weitere deutsche Versionen mit abweichenden Texten haben unter anderem Inga Humpe unter Ich wunder mich (1988) und Peter Kraus unter Der Anmacher (2007) aufgenommen. Im April 2023 verzeichnete die Plattform cover.info 71 Versionen des Liedes, auf secondhandsongs.com waren 87 Versionen verzeichnet.

## Trivia
Der Song wurde in zahlreichen Filmen und Serien wie The Wanderers (1979), Eis am Stiel 5 – Die große Liebe (1984), Crocodile Dundee II (1988), Werner – Beinhart! (1990), Chicken Run – Hennen rennen [2000], Jack und Jill (2011), The Expendables 2 (2012), Lost Girl (2013), Doom Patrol (2021) und The Offer (2022) verwendet.